# Университет Джорджа Вашингтона
Университет Джорджа Вашингтона (англ. The George Washington University, GW, GWU) — частный исследовательский университет в США (город Вашингтон, округ Колумбия).

## История
Основан 9 февраля 1821 года постановлением Сената США, под названием Колумбианский колледж (англ. Columbian College), в 1873 году переименован в Колумбианский университет (англ. Columbian University). Современное название получил в 1904 году. Изначально идея создания университета в округе Колумбия принадлежала Джорджу Вашингтону, оставившему на его основание часть принадлежащих ему акций компании «Потомак». Предполагалось, что университет будет работать под эгидой федерального правительства, но эта идея не получила поддержки Конгресса США. Помимо этого, компания «Потомак» прекратила свое существование, и акции Вашингтона утратили свою ценность. 
Является крупнейшим высшим учебным заведением в столице США и самым дорогим американским вузом (в 2008 году стоимость годового обучения составляла более 38 000 долларов США, не включая дополнительные расходы).
Один из ведущих учебных центров страны, в числе подразделений которого функционирует факультет германских и славянских языков, а также Институт европейских, российских и евразийских исследований (англ. Institute for European, Russian and Eurasian Studies) при Школе международных отношений имени Эллиота (англ. Elliott School of International Affairs).